# Roberto Bertea
Roberto Bertea (Argenta, 27 giugno 1922 – Bracciano, 28 dicembre 1985) è stato un attore e doppiatore italiano.

## Biografia
Debutta come attore in teatro alla fine degli anni trenta; viene notato da Carmine Gallone che lo fa scritturare per una parte nella pellicola Oltre l'amore. Nel dopoguerra inizia la sua collaborazione come doppiatore all'interno delle cooperative C.I.D., S.A.S., C.D.C. e C.V.D. di Roma, sino a diventare direttore di doppiaggio negli anni '70.
Molto attivo nelle prosa radiofonica della Radio Rai fino agli anni sessanta, svolge anche l'attività di presentatore di spettacoli di intrattenimento, spesso insieme alla collega Gianna Piaz, lavorando, anche se saltuariamente, come soggettista, sceneggiatore, regista e adattatore ai dialoghi.
Rare le sue apparizioni nella prosa televisiva Rai.

## Filmografia

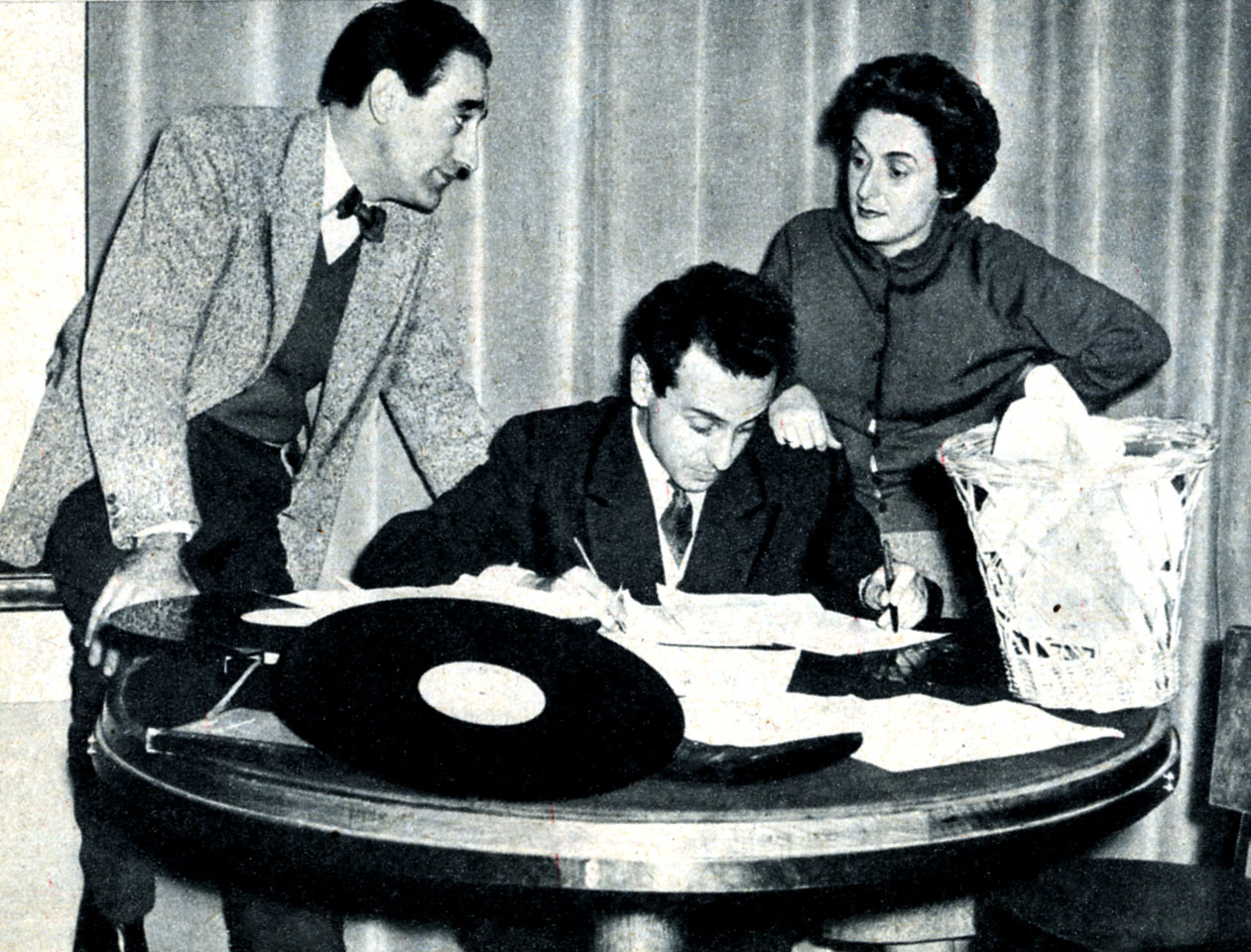
Paolo Valenti al centro con Roberto Bertea e Gianna Piaz nella redazione della rubrica radiofonica Rai Telescopio 1954

- Oltre l'amore, regia di Carmine Gallone (1940)
- Amami Alfredo, regia di Carmine Gallone (1940)
- L'amante segreta, regia di Carmine Gallone (1941)
- Vanità, regia di Giorgio Pàstina (1946)
- La prigioniera dell'isola, regia di Marcel Cravenne (1948)
- Ombre su Trieste, regia di Nerino Florio Bianchi (1952)
- Il seduttore, regia di Franco Rossi (1954)
- Via Margutta, regia di Mario Camerini (1960)
- Seddok, l'erede di Satana, regia di Anton Giulio Majano (1961)
- Donne senza paradiso, regia di Giorgio Capitani (1962)
- Giacobbe ed Esaù, regia di Mario Landi (1963)

## Prosa radiofonica Eiar
- Il revisore, commedia di Gogol, regia di Enzo Ferrieri, trasmessa il 30 novembre 1941

## Prosa radiofonica Rai
- Il revisore, commedia di N. Gogol, regia di Enzo Ferrieri, trasmessa il 17 giugno 1948
- Il mio cuore è sugli altipiani, di William Saroyan, regia di Enzo Ferrieri, trasmessa il 26 settembre 1948.
- Il malato immaginario, di Molière, regia di Enzo Ferrieri (1948)

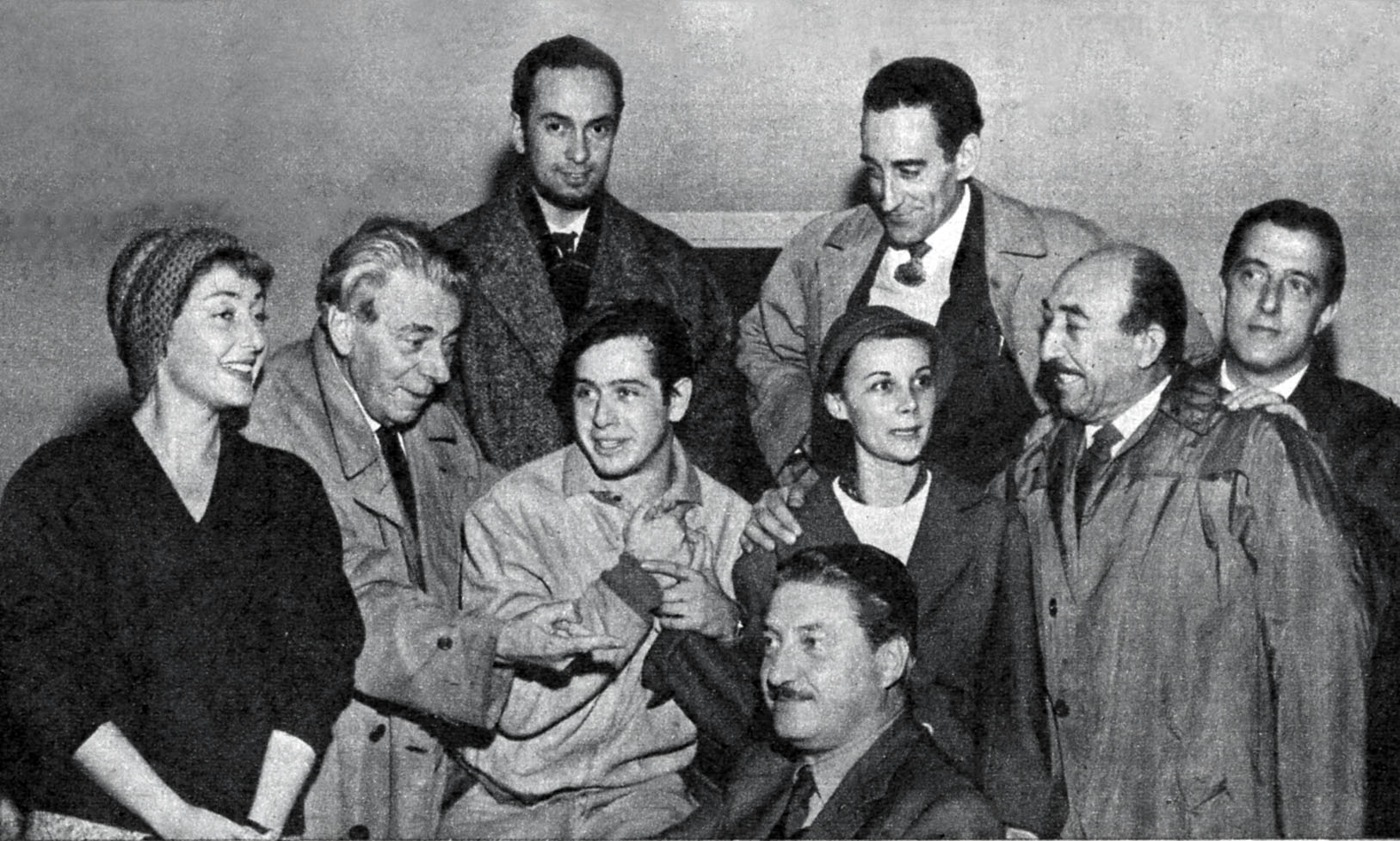
Marisa Mantovani, Aldo Silvani, Franco Graziosi, Corrado Pani, Anton Giulio Majano, Valentina Fortunato, Roberto Bertea, Cesare Polacco, Giampaolo Rossi negli studi di Radio Rai nel 1957

- Quel signore che venne a pranzo, di Kart e Kaufman, regia di Enzo Ferrieri, trasmessa il 23 maggio 1949.
- Adelchi di Alessandro Manzoni, regia di Enzo Ferrieri, trasmessa il 20 marzo 1950
- Laggiù ci dimenticano, radiodramma di Gino Pugnetti, regia di Enzo Ferrieri (1950)
- Anna Peters, di Wiers Jenssen, regia di Claudio Fino, trasmessa 25 gennaio 1951.
- Incantesimo, di Philip Barry, regia di Anton Giulio Majano, trasmessa il 11 giugno 1956.
- La calzolaia ammirevole di Federico García Lorca, regia di Guglielmo Morandi, trasmessa il 7 aprile 1957
- Il ridicolo, di Paolo Ferrari, regia di Nino Meloni (1957)
- L'allegra centenaria, commedia di Michael Brett, regia di Dante Raiteri, trasmessa il 28 gennaio 1960
- I Pulcinella, radiocommeida di Henri Becque, regia di Flaminio Bollini, trasmessa il 22 marzo 1961
- La maestrina di Dario Niccodemi, regia di Guglielmo Morandi, trasmessa il 12 agosto 1957
- Il mago della pioggia, di Richard Nash, regia di Guglielmo Morandi (1958)
- Amphitryon, di Moliere, regia di Vittorio Sermonti, trasmessa il 8 aprile 1959
- Gioni felici, di Samuel Beckett con Diana Torrieri e Roberto Bertea, regia di Flaminio Bollini (1970)

## Varietà radiofonici Rai
- Aria d'estate, giornale di varietà di Ricci e Carlo Romano con Gianna Piaz e Roberto Bertea, giugno settembre 1955
- Questo sì, questo no, programma di Maurizio Costanzo e Dino De Palma, con Sandra Mondaini, Francesco Mulè, regia di Roberto Bertea, 1970

## Prosa televisiva Rai
- Il cavaliere senza armatura, regia di Guglielmo Morandi, trasmessa il 18 gennaio 1957
- Ricordo la mamma, regia di Anton Giulio Majano, trasmessa il 1º novembre 1957
- Una cattedrale per l'isola, regia di Anton Giulio Majano, trasmessa il 2 novembre 1960
- La trincea, regia di Vittorio Cottafavi, trasmesso il 4 novembre 1961
- La sognatrice, regia di Anton Giulio Majano, trasmessa il 18 maggio 1962
- La luna dei Caraibi, regia di Mario Landi, trasmessa il 18 febbraio 1962
- Tempo in prestito, regia di Anton Giulio Majano, trasmessa il 22 giugno 1962

## Doppiaggio

### Cinema
- John Huston in L'uomo dai 7 capestri, Il vento e il leone
- George Kennedy in Terremoto, Airport '75
- Christopher Casson in Zardoz
- Liam Dunn e Rolfe Sedan in Frankenstein Junior
- Thomas Bermingham in L'esorcista
- John Carradine in L'ululato
- Sorrell Booke in A prova di errore
- William Hansen in Il compromesso
- Raymond Massey in L'oro di Mackenna
- Russell Thorson in Impiccalo più in alto
- Allen Emerson in La vita corre sul filo
- Victor Buono in Lo strangolatore di Vienna
- Ernest Clark in Attacco alla costa di ferro
- E.G. Marshall in Il ponte di Remagen
- Lionel Stander in La collina degli stivali
- Tommy Trinder in Giungla di bellezze
- Michel Simon in Contestazione generale
- Maurice Denham in Madra... il terrore di Londra
- Steffen Zacharias in Sequestro di persona, I quattro dell'Ave Maria
- Mervyn Johns in Il giorno dei trifidi
- Lou Jacobi in Tutto quello che avreste voluto sapere sul sesso* *ma non avete mai osato chiedere
- Friedrich von Ledebur in Giulietta degli spiriti
- Paul Hardwick in Romeo e Giulietta
- José Calvo in L'ombrellone
- Antonio Casas in Vivi o preferibilmente morti
- Manuel Muniz in Una pistola per Ringo
- Franco Cobianchi in I lunghi giorni della vendetta
- Pasquale Martino in L'indomabile Angelica
- Oreste Palella in Serafino
- Pippo Starnazza in Romanzo popolare (in alternanza con Enzo Jannacci)
- Armando Brancia in Spogliamoci così, senza pudor...
- Ray Collins in L'orgoglio degli Amberson
- Mario Passante in Il vedovo
- Franco Franchi in Un mostro e mezzo (solo la parte del bandito Cesarone)
- Carlo Demi in Zucchero, miele e peperoncino
- Gustavo D'Arpe e Bruno De Cerce in Il maestro di Vigevano
- Roberto Paoletti in I cuori infranti
- Elio Crovetto in Il cappotto di Astrakan
- Luciano Hernández de la Vega in Il pupazzo
- Edward G. Robinson in Ad ogni costo
- Franco Pesce in Chiedi perdono a Dio... non a me
- Christian Marin in Una ragazza a Saint-Tropez
- Georges Wilson in Faccio saltare la banca
- William Prince in Complotto di famiglia

### Film d'animazione
- Panoramix in Asterix il gallico e Asterix e Cleopatra
- Dotto in  Biancaneve e i sette nani (ed. 1972)
- Rufus in  Le avventure di Bianca e Bernie
- Geppetto in Un burattino di nome Pinocchio
- Capo dei Biechi Blu in Yellow Submarine

### Serie televisive
- Forrest Tucker in I forti di Forte Coraggio